# Øyer Station
Øyer Station (Øyer stasjon) er en tidligere jernbanestation på Dovrebanen, der ligger i Øyer kommune i Norge.
Stationen åbnede 15. november 1894, da banen blev forlænget fra Hamar til Tretten. Oprindeligt hed den Øier, men den skiftede navn til Øyer 1. juni 1919. Den blev fjernstyret 14. december 1966 og gjort ubemandet i 1967. Betjeningen med persontog ophørte 29. maj 1988, hvorefter stationen har fungeret som fjernstyret krydsningsspor.
Stationsbygningen blev opført til åbningen i 1894 efter tegninger af Paul Due.